# Félix Rivera
Félix Rivera Rodríguez (Carolina, 16 maggio 1961 – Bayamón, 26 luglio 2021) è stato un cestista portoricano.

## Carriera
Con Porto Rico ha disputato i Campionati mondiali del 1986 e i Campionati americani del 1989.